# Paul Kutscher
Paul Alexander Kutscher Belgeri (* 11. Mai 1977 in Deutschland) ist ein uruguayischer Schwimmer.
Der 1,85 m große Paul Kutscher ist der Bruder des Schwimmers Martín Kutscher. Paul Kutscher war Teil des uruguayischen Aufgebots bei den Olympischen Sommerspielen 2000 in Sydney und den Olympischen Sommerspielen 2004 in Athen. Dort startete er 2000 über 50 Meter und 100 Meter Freistil und 2004 auf der 100-Meter-Freistilstrecke. Er scheiterte jedoch jeweils in den Vorläufen. Dem uruguayischen Team gehörte Kutscher ebenfalls bei den Panamerikanischen Spielen 2003 und 2007 an. Kutscher ist auch Inhaber zweier uruguayischer Landesrekorde. Mit seiner Beteiligung stellte die 4-mal-100-Meter-Freistilstaffel (17. Juli 2007; 03:21,06 Minuten) und die 4-mal-100-Meter-Lagenstaffel (15. März 2008; 3:50,00 Minuten) die derzeit (Stand: 31. Oktober 2011) gültigen uruguayischen Rekorde in dieser Disziplin auf. Kutscher startete überdies für die Bundesligamannschaft des VfL Sindelfingen. 2007 wurde er Deutscher Meister mit der 4 × 100-m-Lagenstaffel. Diesen Erfolg wiederholte er 2008 mit der 4-mal-100-Meter-Freistilstaffel. Seit 2009 war er bis Juli 2013 Cheftrainer des Schweizer „Schwimmclub Meilen“. Seit August 2013 ist er Cheftrainer des Schweizer „SchwimmClub Uster“.